# Füzéres levendula
A füzéres levendula vagy bóbitás levendula (Lavandula stoechas) az árvacsalánfélék (ajakosok) családjába tartozó levendula (Lavandula) növénynemzetség egyik faja. Jellegzetessége, hogy nagy méretű, de virágok nélküli murvalevelek mutatkoznak bóbitaszerűen a virágzat tetején. További magyar elnevezései: spanyol levendula, francia levendula.

## Megjelenése

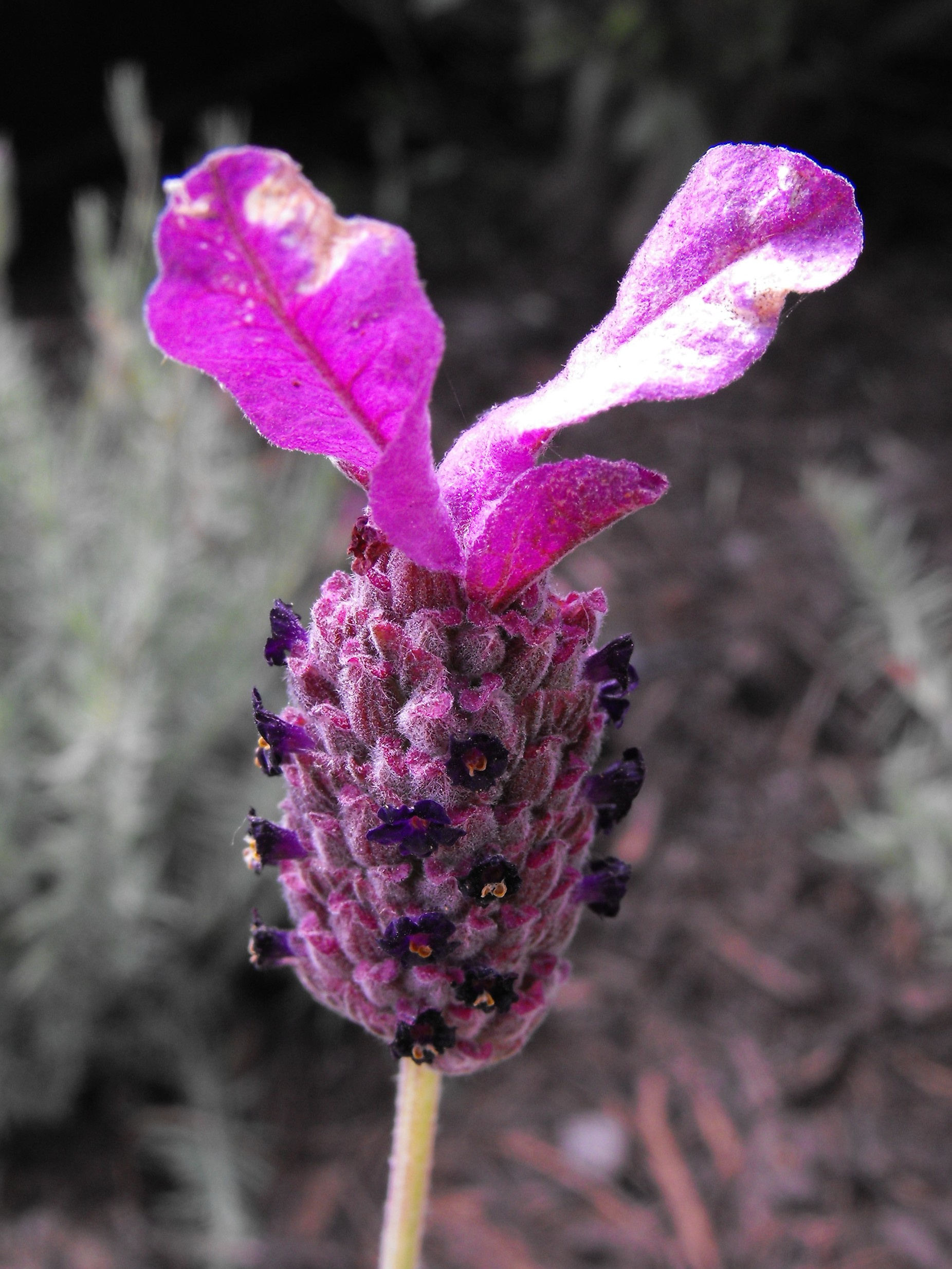
Bóbitás virágzata

20–50 cm magasra megnövő félcserje. Levelei 1–3,5 cm hosszúak, 2–4 mm keskenyek, épek, szálasak, és gyakran nemezesek a szürke szőröktől. Füzérvirágzata 1–2 cm hosszú, tömzsi és robusztus megjelenésű, nincs külön kocsánya. A füzér tetején lila, mályva- vagy bíborszínű, megnagyobbodott murvalevelek fejlődnek, melyek virágtalanok (azaz sterilek), 1–2 cm hosszúak, lapát vagy visszás tojásdad alakúak. A virágzat minden egyes virágörvében rendszerint 5–7 virág helyezkedik el, a virágoknak parányi előleveleik vannak. A virágos (azaz termékeny, fertilis) murvalevelek alakja széles–visszás tojásdad, csúcsa röviden kihegyesedő. A virágok kocsánnyal kapcsolódnak a virágzati tengelyhez. A csésze ül a virágkocsányon, 13 erű, függelékes és sűrűn gyapjasan szőrös. A csészénél csak kissé hosszabb párta feketés bíbor- vagy mályvaszínű, esetenként fehér vagy rózsaszín.
Nem télálló levendulafaj.

## Alfajai és elterjedése
- L. stoechas subsp. stoechas L. – az alapalak, mely az egész Mediterráneumban és Észak-Afrikában előfordul;
  - L. stoechas subsp. stoechas f. leucantha (Gingins) Upson et Andrews – szirmai fehér színűek;
  - L. stoechas subsp. stoechas f. rosea Maire – szirmai rózsásvörös színűek;
- L. stoechas subsp. luisieri (Rozeira) Rozeira – csészéje bársonyos szőrzetű, Délnyugat-Spanyolország és Portugália területén honos.

Volt idő, amikor a hosszúkocsányú levendulát (Lavandula pedunculata) a füzéres levendula alfajának tekintették Lavandula stoechas subsp. pedunculata néven.